# سیارک ۶۶۰۳
سیارک ۶۶۰۳ (به انگلیسی: 6603 Marycragg، نامگذاری:1990KG) شش هزار و ششصد و سومین سیارک کشف شده‌است که در ۱۹ مه ۱۹۹۰ کشف شد.